# J без точки с горизонтальным штрихом
ɟ (J без точки с горизонтальным штрихом) — буква расширенной латиницы, символ МФА.

## Использование
В варианте ромического алфавита 1892 года обозначала звонкий палатальный взрывной согласный.
Была заимствована в МФА в 1900 году в том же значении. С типографской точки зрения этот символ является перевёрнутой строчной f, однако, поскольку он обозначает палатальный звук, как и j, его обычно рассматривают как производную j.
Использовалась в якутском алфавите Новгородова, основанном на МФА, который использовался с 1920 по 1929 годы.